# 관현악을 위한 협주곡 (버르토크)
《관현악을 위한 협주곡》(Concerto for Orchestra)은 헝가리 작곡가 버르토크 벨러의 관현악 작품이다.

## 개요
헝가리 민요 수집에 큰 공을 세운 버르토크는 젊은 시절 코다이와 함께 헝가리의 농촌을 돌며 민요를 채록했고 그렇게 모은 헝가리 민요의 바탕 위에 각각 독자적인 작품을 창조해냈다. 그는 나치를 피해 1940년 가을에 미국으로 망명했는데, 다른 유럽 출신 음악가와 달리 그는 미국의 생활에 적응할 수 없어서 심신을 망쳤다. 결국 그는 1945년에 미국에서 가난 속에 사망하게 된다.
이 곡은 1943년에 작곡된 곡으로 이 협주곡은 그의 전 작품 중에서 가장 색채적이고 재미있는 곳이다. 이 '관현악을 위한 협주곡'은 미국에서 최악의 시기를 보낼 때 보스턴 교향악단 상임지휘자 세르게이 쿠세비츠키(Sergei Koussevitzky)의 의뢰로 3개월 만에 작곡한 곡이다.

## 초연
1944년 12월에 쿠세비츠키의 지휘로 행해졌고, 9개월 후에 버르토크는 사망했다. 1946년, 이 곡은 쿠세비츠키 부부에게 헌정되었다.

## 악장 구성
총 5악장으로 되어있으며, 각 악장과 빠르기말은 다음과 같다.
- 1악장: 서주(Allegro non troppo-Allegro Vivace)
- 2악장: 쌍의 놀이(Allegro Scherzando)
- 3악장: 비가(悲歌)(Andante non troppo)
- 4악장: 중단된 간주곡(Allegretto)
- 5악장: 피날레(Presto)

마치  교향곡과 같이 만들어져, 긴밀하게 구성된 작품이지만 보스턴 교향악단 주자들의 뛰어난 기량을 충분히 고려해서 만들어졌기 때문에 갖가지 악기가 독주 악기로 사용되어 협주곡 풍으로 취급되는데, 최초의 신비적인 도입부부터 종곡의 고조되는 부분까지 숨막히는 듯한 느낌이다. 버르토크의 음악을 알기 위해 첫째로 귀를 기울여야할 작품이라는 주장도 있다.

## 악기 편성
- 목관악기: 플루트3(하나는 피콜로 겸함), 오보에3(하나는 잉글리시 호른을 겸함), 클라리넷3(하나는 베이스 클라리넷을 겸함), 바순3(하나는 콘트라바순을 겸함)
- 금관악기: 호른4, 트럼펫3, 트롬본3, 튜바
- 타악기: 팀파니, 작은북, 큰북, 심벌즈, 트라이앵글, 탐탐
- 현악기: 하프2, 현악 5부

## 참고 자료
- 《클래식 명곡이야기》 (아름출판사 1993. 3. 25 출판)